# Simone Enrico Adolfo di Lippe-Detmold
Simone Enrico Adolfo di Lippe-Detmold (Detmold, 25 gennaio 1694 – Detmold, 12 ottobre 1734) è stato conte di Lippe-Detmold dal 1718 alla propria morte, nel 1734.

## Biografia
Era figlio quintogenito del conte Federico Adolfo di Lippe-Detmold e della principessa Giovanna Elisabetta di Nassau-Dillenburg. Fra le proprie sorelle maggiori ebbe Amalia (1701-1754), badessa di Cappel e Lemgo, Francesca (1704-1733), sposata col conte Federico Carlo di Bentheim-Steinfurt e Federica Adolfina (1711-1769), sposata col conte Federico Alessandro di Detmold.
Dopo aver compiuto i propri studi all'Università di Utrecht, nel 1710 iniziò il proprio grand tour in Europa che lo portò in Inghilterra e in Francia.
Nel 1715 diede inizio alla propria carriera militare nell'ambito delle guerre contro i turchi ottomani, ponendosi al servizio del principe Eugenio di Savoia e combattendo con lui in Ungheria, da Belgrado sino a Vienna, per poi essere richiamato in patria alla morte del padre per assumerne il trono nel 1718.
Morì nel 1734 e gli succedette il maggiore dei figli sopravvissuti, Simone Augusto.

## Matrimonio e figli
Il 16 ottobre 1719, Simone Enrico Adolfo sposò Giovannetta Guglielmina, figlia del principe Giorgio Augusto di Nassau-Idstein, dalla quale ebbe i seguenti figli:
- Elisabetta (Detmold, 10 febbraio 1721 - Brake, 19 gennaio 1793), badessa di Cappeln e di Santa Maria di Lemgo dal 1751
- Luisa Federica (Detmold, 3 ottobre 1722 - Brake, 3 novembre 1777)
- Carlo Augusto (Detmold, 3 novembre 1723 - Detmold, 16 febbraio 1724)
- Augusta (Detmold, 26 marzo 1725 - Norburg, 5 agosto 1777), sposò il 19 giugno 1745 Federico, duca di Schleswig-Holstein-Sonderburg-Glücksburg (1º aprile 1701 - 27 novembre 1766)
- Carlo Simone Federico (Detmold, 31 marzo 1726 - Detmold, 18 febbraio 1727)
- Simone Augusto (1727-1782), conte di Lippe-Detmold, sposò Luisa di Nassau-Weilburg, Maria Leopoldina di Anhalt-Dessau, Casimira di Anhalt-Dessau e Cristina Carlotta di Solms-Braunfels
- Federico Adolfo (Detmold, 30 agosto 1728 - Detmold, 8 agosto 1729)
- Clementina Carlotta (Detmold, 11 novembre 1730 - Castello di Brake, 18 maggio 1804), badessa
- Luigi Adolfo (Detmold, 7 marzo 1732 - Lemgo, 31 agosto 1800), sposò nel 1767 Anna d'Assia-Philippsthal-Barchfeld (14 dicembre 1735 - 7 gennaio 1785), figlia di Guglielmo d'Assia-Philippsthal-Barchfeld, sposò nel 1786 Luisa di Isenburg-Büdingen nel castello di Philippseich (10 dicembre 1764 - 24 settembre 1844)
- Giorgio Emilio (Detmold, 12 marzo 1733 - Detmold, 8 luglio 1733)
- Ernesto (Detmold, 11 gennaio 1735 - Brake, 23 gennaio 1791), sposò nel 1773 la contessa Guglielmina von Trotha (14 febbraio 1740 - 26 febbraio 1793)

## Ascendenza
|                                              |                                             |                                           | Genitori                                             |  |  | Nonni |  |  | Bisnonni                               |  |  | Trisnonni                          |  |
|                                              |                                             |                                           |                                                      |  |  |       |  |  | Ermanno Adolfo, conte di Lippe-Detmold |  |  | Simone VII, conte di Lippe-Detmold |  |
|                                              |                                             |                                           |                                                      |  |  |       |  |  | Ermanno Adolfo, conte di Lippe-Detmold |  |  | Simone VII, conte di Lippe-Detmold |  |
|                                              |                                             | Anna Caterina di Nassau-Wiesbaden-Idstein |                                                      |  |  |       |  |  | Ermanno Adolfo, conte di Lippe-Detmold |  |  |                                    |  |
| Simone Enrico, conte di Lippe-Detmold        |                                             |                                           |                                                      |  |  |       |  |  | Ermanno Adolfo, conte di Lippe-Detmold |  |  |                                    |  |
|                                              |                                             | Ernestina di Isenburg-Budingen-Birstein   | Volfango Enrico, conte di Isenburg-Budingen-Birstein |  |  |       |  |  |                                        |  |  |                                    |  |
|                                              |                                             | Ernestina di Isenburg-Budingen-Birstein   | Volfango Enrico, conte di Isenburg-Budingen-Birstein |  |  |       |  |  |                                        |  |  |                                    |  |
|                                              |                                             | Ernestina di Isenburg-Budingen-Birstein   | Maria Maddalena di Nassau-Wiesbaden-Idstein          |  |  |       |  |  |                                        |  |  |                                    |  |
| Federico Adolfo, conte di Lippe-Detmold      |                                             | Ernestina di Isenburg-Budingen-Birstein   |                                                      |  |  |       |  |  |                                        |  |  |                                    |  |
|                                              |                                             | Cristiano Alberto, conte di Dohna         | Cristoforo, conte di Dohna                           |  |  |       |  |  |                                        |  |  |                                    |  |
|                                              |                                             | Cristiano Alberto, conte di Dohna         | Cristoforo, conte di Dohna                           |  |  |       |  |  |                                        |  |  |                                    |  |
|                                              |                                             | Cristiano Alberto, conte di Dohna         | Ursula di Solms-Braunfels                            |  |  |       |  |  |                                        |  |  |                                    |  |
| Amalia di Dohna                              |                                             | Cristiano Alberto, conte di Dohna         |                                                      |  |  |       |  |  |                                        |  |  |                                    |  |
|                                              |                                             | Sofia Dorotea di Brederode                | Giovanni Wolfert, signore di Brederode               |  |  |       |  |  |                                        |  |  |                                    |  |
|                                              |                                             | Sofia Dorotea di Brederode                | Giovanni Wolfert, signore di Brederode               |  |  |       |  |  |                                        |  |  |                                    |  |
|                                              |                                             | Sofia Dorotea di Brederode                | Anna Giovanna di Nassau-Siegen                       |  |  |       |  |  |                                        |  |  |                                    |  |
| Simone Enrico Adolfo, conte di Lippe-Detmold |                                             | Sofia Dorotea di Brederode                |                                                      |  |  |       |  |  |                                        |  |  |                                    |  |
|                                              | Luigi Enrico, principe di Nassau-Dillenburg | Giorgio V, conte di Nassau-Dillenburg     |                                                      |  |  |       |  |  |                                        |  |  |                                    |  |
|                                              | Luigi Enrico, principe di Nassau-Dillenburg | Giorgio V, conte di Nassau-Dillenburg     |                                                      |  |  |       |  |  |                                        |  |  |                                    |  |
|                                              | Luigi Enrico, principe di Nassau-Dillenburg | Anna Amalia di Nassau-Saarbrücken         |                                                      |  |  |       |  |  |                                        |  |  |                                    |  |
| Adolfo, conte di Nassau-Schaumburg           | Luigi Enrico, principe di Nassau-Dillenburg |                                           |                                                      |  |  |       |  |  |                                        |  |  |                                    |  |
|                                              |                                             | Caterina di Sayn-Wittgenstein             | Ludovico I, conte di Sayn-Wittgenstein               |  |  |       |  |  |                                        |  |  |                                    |  |
|                                              |                                             | Caterina di Sayn-Wittgenstein             | Ludovico I, conte di Sayn-Wittgenstein               |  |  |       |  |  |                                        |  |  |                                    |  |
|                                              |                                             | Caterina di Sayn-Wittgenstein             | Elisabetta di Solms-Laubach                          |  |  |       |  |  |                                        |  |  |                                    |  |
| Giovanna Elisabetta di Nassau-Dillenburg     |                                             | Caterina di Sayn-Wittgenstein             |                                                      |  |  |       |  |  |                                        |  |  |                                    |  |
|                                              |                                             | Pietro Melander, conte di Holzappel       | Guglielmo Eppelmann                                  |  |  |       |  |  |                                        |  |  |                                    |  |
|                                              |                                             | Pietro Melander, conte di Holzappel       | Guglielmo Eppelmann                                  |  |  |       |  |  |                                        |  |  |                                    |  |
|                                              |                                             | Pietro Melander, conte di Holzappel       | Anna Seiffenmacher                                   |  |  |       |  |  |                                        |  |  |                                    |  |
| Elisabetta Carlotta di Holzappel             |                                             | Pietro Melander, conte di Holzappel       |                                                      |  |  |       |  |  |                                        |  |  |                                    |  |
|                                              |                                             | Agnese di Efferen                         | Giovanni Guglielmo di Efferen                        |  |  |       |  |  |                                        |  |  |                                    |  |
|                                              |                                             | Agnese di Efferen                         | Giovanni Guglielmo di Efferen                        |  |  |       |  |  |                                        |  |  |                                    |  |
|                                              |                                             | Agnese di Efferen                         | Margherita di Baalen                                 |  |  |       |  |  |                                        |  |  |                                    |  |
|                                              |                                             | Agnese di Efferen                         |                                                      |  |  |       |  |  |                                        |  |  |                                    |  |